# Oksana Jermakova
Oksana Ivanovna Jermakova (Russisch: Оксана Ивановна Ермакова) (Tallinn, 16 april 1973) is een Estisch-Russisch schermer.
Jermakova nam deel aan de Olympische Zomerspelen, voor Estland in 1996, en voor Rusland in 2000 en 2004. In zowel 2000 als 2004 behaalde ze met het degenteam van Rusland de gouden medaille op de Olympische Zomerspelen.
Op het WK van 1993 behaalde Jermakova de gouden medaille op het onderdeel degen individueel. Tien jaar later, op het WK 2003 behaalde ze de gouden medaille met het Russische damesteam op het onderdeel degen ploegen.

## Privé
Jermakova werd geboren in de Estische Socialistische Sovjetrepubliek, en kreeg in 1990 de Estische nationaliteit. In 1998 nam ze de Russische nationaliteit aan en kwam vervolgens uit voor Rusland.
Jermakova is gehuwd met de Russisch olympisch schermer Aleksandr Sjirsjov.
1996: Barlois, Flessel, Moressée-Pichot ·
2000: Aznavoerjan, Jermakova, Logoenova, Mazina ·
2004: Logoenova, Aznavoerjan, Jermakova, Sivkova ·
2012: Na, Xiaojuan, Yujie, Anqi ·
2016: Dinu, Gherman, Pop, Popescu ·
2020: Beljajeva, Embrich, Kirpu, Lehis ·
2024: Fiamingo, Navarria, Rizzi, Santuccio